# Бородыня, Александр Сергеевич
Александр Сергеевич Бородыня (5 апреля 1957, Москва — 15 сентября 2018, Людвигсхафен) — российский писатель.
Публиковался в 1990-е годы в журналах «Знамя», «Новый мир», «Дружба народов» и др., выпустил ряд отдельных книг. Основатель и председатель литературного товарищества «Черновик». В сети Интернет многие тексты Бородыни можно встретить под именем Эрвин Каин, на самом деле это имя персонажа одной из известных новелл автора.

## Биография

### Первый период
А. С. Бородыня родился в Москве. Писать начал очень рано. В 1976 году уже существует ряд рассказов из сборника «Обманки». К этому же времени относятся его выступления в поэтическом кафе «Лира», в качестве поэта-импровизатора. В соавторстве с Фёдором Финкелем пишется роман в стихах «Плотина у Леты» (очевидно, не сохранился). В начале восьмидесятых годов появляется повесть «Театрик», которая не была опубликована, однако привела к знакомству и многолетнему сотрудничеству с Андреем Любимовым, тогда режиссёром московского Театра на Красной Пресне. Наиболее яркой страницей их совместной работы стала постановка на сцене театра «Апарте», а также Омского драматического театра пьесы «Иван и Чёрт». В сценической трактовке Бородыни Алёша Карамазов, Смердяков и чёрт из романа Ф. М. Достоевского «Братья Карамазовы» являются одним и тем же лицом.

### Черновик
В 1985 (86?) году вокруг Бородыни собирается группа молодых прозаиков и начинается работа семинара «Черновик», вначале в его квартире на 2-й Филёвской улице, а позднее, в 1989−1992, в Московском городском литературном клубе, в библиотеке им. Некрасова на Большой Бронной. Семинар рассматривал различные возможности существования прозы как искусства, «энергетическую ценность» прозаического текста, «озарения» и воплощения его в прозе, варианты взаимодействия между произведением, автором и читателям. Членами семинара были: Игорь Ушаков (режиссёр), Кирилл Воробьев (впоследствии известный как Баян Ширянов), Кирилл Якимец (лидер группы «Чердак офицера»), Нина Васина (писатель), Ольга Голда Фикс и др.
В 1994−98 годах «Черновик» становится сетевым изданием. 
Во второй половине 1990-х гг. эмигрировал в Германию.
Скончался 15 сентября 2018 в Германии на 62-м году жизни после тяжёлой болезни.